# Gewogen stemming
Gewogen stemming of stemming met gekwalificeerde meerderheid, is een stemprocedure waarbij verschillende stemgerechtigden met een verschillend gewicht bijdragen in de stemming. Op het internationale niveau is dit bekend als Qualified majority voting (QMV) of Weighted voting.

## Aandeelhouders
Een bekend voorbeeld is de aandeelhoudersvergadering, waarin het stemrecht is gekoppeld aan het aantal aandelen in bezit.

## Internationale organisaties
In de Wereldhandelsorganisatie (WTO) en bij de GATT gebeurt de besluitvorming in beginsel bij consensus, maar als er wordt gestemd, dan gebeurt dit met een gewogen stemming of een gekwalificeerde meerderheidsregel, meestal om machtiger staten te beschermen tegen dominantie door een meerderheid van kleinere staten. 
In het IMF beschikken de vijf rijkste economieën op basis van hun kapitaalparticipatie over bijna de helft van de stemmen in het uitvoerend orgaan. Bovendien worden zogenaamde “supermeerderheden” vereist voor een aantal beslissingen. Deze gekwalificeerde meerderheden gaan van 70 tot 85%, wat de grote landen bijvoorbeeld in staat stelt belangrijke leningsbeslissingen te blokkeren. 
In de VN-Veiligheidsraad werkt een gelijkaardig systeem. Er is geen gewogen stemming, maar het vetorecht van de vijf permanente leden wijst erop dat hun mening zwaarder doorweegt.

## Europese Unie
In 2000 werd door het Verdrag van Nice binnen de Europese Unie een systeem van 'gewogen' stemming ingevoerd, gebaseerd op enkele criteria, waaronder het aantal inwoners per lidstaat.
Door het Verdrag van Lissabon (2007, in werking getreden in 2009) werd het bestaande 'gewogen' systeem om een gekwalificeerde meerderheid te bereiken, voor de raadsbesluiten die betrekking hebben op een veertigtal beleidsdomeinen, vervangen door het begrip 'dubbele meerderheid' die geleverd wordt door 55% van de lidstaten (minstens vijftien lidstaten) die samen minstens 65% van de EU-bevolking vertegenwoordigen. 
Omwille van overgangsbepalingen wordt het systeem-Nice van gewogen stemming pas op 1 april 2017 volledig vervangen door het systeem-Lissabon van dubbele meerderheid.
Het gewogen stemsysteem is ook van toepassing binnen de meeste Europese instanties, zoals bijvoorbeeld het Europees Comité voor normalisatie.

## Eerste Kamer (Nederland)
Bij de verkiezing van de Eerste Kamer brengen de leden van Provinciale Staten en van de kiescolleges voor de Eerste Kamer een gewogen stem uit, om recht te doen aan het aantal inwoners c.q. geregistreerde kiezers dat ze vertegenwoordigen. De waarde van een stem wordt berekend door het inwonertal van de provincie/het kiescollege te delen door het aantal leden van Provinciale Staten van de betreffende provincie/het aantal leden van het betreffende kiescollegegebied. De uitkomst hiervan wordt gedeeld door 100 en afgerond op het dichtstbijzijnde gehele getal. Het inwonertal is het aantal inwoners op de peildatum zoals berekend en gepubliceerd door het Centraal Bureau voor de Statistiek; de stemwaardefactor wordt gepubliceerd door de Kiesraad.

## Belgische Grondwet
De Belgische Grondwet vereist een tweederdemeerderheid voor het nemen van zekere beslissingen, met een gewone meerderheid in elke taalgroep. (artikel 4, verandering of correctie van de grenzen van de vier taalgebieden – artikelen 5, 162 en 166(2), statuut gemeenten en provincies, artikelen 117, 118, 121(1), 123, 128, 129(2), 136, 137, 143(3), 167(5), 175, 177 en 178, betreffende de gemeenschappen en gewesten. Voor artikel 195 (herziening van de grondwet) geldt de taalgroepvereiste niet.

## KU Leuven (België)
De vierjaarlijkse rectorsverkiezingen aan de Katholieke Universiteit Leuven gebeuren volgens een systeem van gewogen stemverdeling. De stemmen van de hoogleraren tellen hierbij voor 70 procent. De overige dertig procent  worden gelijk verdeeld onder het academisch personeel, het technisch-administratief personeel en de studenten.